# Darkest Day of Horror
Darkest Day of Horror è il quarto album in studio del gruppo musicale death metal Mortician, pubblicato nel 2002 dalla 
Mortician Records.

## Tracce
1. Audra – 3:46
2. Slowly Eaten – 0:52
3. The Bloodseekers – 1:19
4. Voodoo Curse – 3:14
5. Massacred – 1:17
6. Human Puzzle – 2:08
7. Chopped to Pieces – 0:45
8. Revenge – 1:44
9. Mangled – 1:23
10. Dead and Buried – 2:38
11. Darkest Day of Horror – 2:32
12. Rampage – 1:17
13. Cannibalistic Fiends – 2:06
14. Carving Flesh – 0:46
15. Ghost House – 3:37
16. Vaporized – 0:26
17. Pledge Night of Death – 2:12
18. Taste for Blood – 2:00
19. Disintegrated – 0:34
20. The Final Sacrifice – 5:06

## Formazione
- Will Rahmer - voce, basso
- Roger J. Beaujard - chitarra, drum machine